# Too Cool to Care
Too Cool to Care – drugi album amerykańskiego duetu New Boyz, wydany 17 maja 2011. "Too Cool to Care" zadebiutował na 41. miejscu notowania Billboard 200, 9. na &B/Hip-Hop Albums oraz na 7. pozycji Rap Album.

## Single
- Break My Bank (Feat. Iyaz), wyprodukowany przez Matta Squire'a oraz Damona Sharpe'a, wydany 13 lipca 2010.
- Backseat (Feat. The Cataracs & Dev), wydany 15 lutego 2011.
- Crush On You (Feat. YG), wydany jako singiel promocyjny 12 kwietnia 2011 na iTunes. Meech Wells wyprodukował ten utwór.
- Better with the Lights Off (Feat. Chris Brown), trzeci singiel. Zadebiutował na #61 Billboard Hot 100.

## Lista utworów
| Nr | Tytuł                        | Gościnnie          | Producent                  | Czas |
| -- | ---------------------------- | ------------------ | -------------------------- | ---- |
| 1  | "Tough Kids"                 | Sabi               | DJ Khalil Chin Injeti      | 3:10 |
| 2  | "Crush On You"               | YG                 | Meech Wells DJ Reflex      | 3:15 |
| 3  | "Active Kingz"               | Tyga               | CP Dubb                    | 3:24 |
| 4  | "I Don’t Care"               | Big Sean           | Kane Beatz                 | 3:57 |
| 5  | "Backseat"                   | The Cataracs & Dev | The Cataracs               | 3:44 |
| 6  | "Meet My Mom"                |                    | Fraser T. Smith Kool Kojak | 4:09 |
| 7  | "Better with the Lights Off" | Chris Brown        | The Cataracs H-Money       | 3:40 |
| 8  | "Zonin"                      |                    | Kane Beatz JMIKE           | 3:51 |
| 9  | "Let U Leave"                |                    | Jay-Nari                   | 3:07 |
| 10 | "Can’t Nobody"               | Shanell            | Kane Beatz                 | 3:35 |